# Michèle Girardon
Michèle Girardon, nome completo Michèle Henriette Léone Girardon (Lione, 9 agosto 1938 – Lione, 25 marzo 1975), è stata un'attrice francese.

## Biografia
Attrice dalla indiscussa bellezza, debuttò sul grande schermo con il ruolo di una giovane sordomuta nel film La selva dei dannati (1956), per la regia di Luis Buñuel. Due anni più tardi apparve ne Gli amanti (1958), sotto la direzione di Louis Malle. Negli anni successivi alternerà apparizioni in film di grandi autori, come André Cayatte in Nel bene e nel male (1964), a interpretazioni in commedie o pellicole d'avventura come Le avventure di Scaramouche (1963),  al fianco di Gérard Barray, e il peplum Anthar l'invincibile (1964).
All'inizio degli anni 1960 intraprese la carriera internazionale, partecipando al film d'avventura Hatari! (1962) di Howard Hawks, le cui riprese in esterni si svolsero nell'allora Tanganica, al fianco di John Wayne, Elsa Martinelli, Bruce Cabot, e del giovane connazionale Gérard Blain. Recitò inoltre in Italia, interpretando il film il magnifico cornuto (1964), a fianco di Ugo Tognazzi e Claudia Cardinale.
In Francia ebbe una discreta popolarità anche presso il pubblico televisivo, per via della sua partecipazione nel 1967 alla serie I cavalieri del cielo, nella quale interpretava il ruolo di Nicole, un'impiegata militare dell'aviazione francese, al fianco di Jacques Santi.
Caduta in depressione per via della sua tormentata relazione con l'attore e nobile spagnolo José Luis de Vilallonga (che aveva conosciuto sul set del film Gli amanti), e complice il declino della propria carriera, si tolse la vita a soli 36 anni con un'overdose di sonniferi.

## Filmografia
- La selva dei dannati (La Mort in ce jardin), regia di Luis Buñuel (1956)
- Vive les vacances, regia di Jean-Marc Thibault (1958)
- Gli amanti (Les amants), regia di Louis Malle (1958)
- Vous n'avez rien à déclarer?, regia di Clément Duhur (1959)
- Il segno del leone (Le Signe du lion), regia di Éric Rohmer (1959)
- Il principe fusto, regia di Maurizio Arena (1960)
- La Proie pour l'ombre, regia di Alexandre Astruc (1961)
- L'ammutinamento, regia di Silvio Amadio (1961)
- Paludi, regia di Gilbert Pineau (1962) - film tv
- I sette peccati capitali (Les sept péchés capitaux), regia di Philippe de Broca, Claude Chabrol, Roger Vadim (1962)
- La fornaia di Monceau (La Boulangère de Monceau), regia di Eric Rohmer (1962) - cortometraggio
- Hatari!, regia di Howard Hawks (1962)
- Virginie, regia di Jean Boyer (1962)
- Le avventure di Scaramouche (La máscara de Scaramouche), regia di Antonio Isasi-Isasmendi (1963)
- Antologia sessuale (Vacances Portuguaises), regia di Pierre Kast (1963)
- Nel bene e nel male (Françoise ou la vie conjugale), regia di André Cayatte (1964)
- Anthar l'invincibile, regia di Antonio Margheriti (1964)
- Il magnifico cornuto, regia di Antonio Pietrangeli (1964)
- I violenti di Rio Bravo (Der Schatz der Azteken), regia di Robert Siodmak (1965)
- L'heure de la vérité, regia di Henri Calef (1965)
- Un avventuriero a Tahiti (Tendre Voyou), regia di Jean Becker (1966)
- Drôle de jeu, regia di Pierre Kast e Jean-Daniel Pollet (1968)
- Vendo cara la pelle, regia di Ettore Maria Fizzarotti (1968)
- Rose rosse per Angelica, regia di Steno (1968)
- Alyse et Chloé, regia di René Gainville (1970)
- Ragazzine di buona famiglia (Les petites filles modèles), regia di Jean-Claude Roy (1971)
- Ma chi mi ha fatto questo bebé? (Mais qui donc m'a fait ce bébé?), regia di Michel Gérard (1971)

## Doppiatrici italiane
- Maria Pia Di Meo in Il principe fusto, L'ammutinamento, Hatari
- Benita Martini in I violenti di Rio Bravo, Il magnifico cornuto
- Rita Savagnone in Le avventure di Scaramouche
- Gabriella Genta in Vendo cara la pelle